# Спандарян (Сюник)
Спандарян (арм. Սպանդարյան) — село в Сюникской области (Армения).

## География
Село расположено на левом берегу реки Воротан, в 18 км к северо-западу от Сисиана. Вблизи села располагается Спандарянская ГЭС, являющаяся первой ступенью Воротанского Каскада ГЭС .